# 사사비영양
사사비영양 또는 체체비(Damaliscus lunatus)는 우제목/경우제목 소과에 속하는 영양의 일종이다. 다말리쿠스속에 속하는 토피영양과 본테복과 밀접한 관계를 갖고 있다. 체체비는 주로 앙골라와 잠비아. 나미비아, 보츠와나. 짐바브웨, 에스와티니 그리고 남아프리카공화국 등에서 발견된다. 최대 시속 80km 속도로 달릴 수 있다.

## 참고 자료
- Damaliscus lunatus, The Ultimate Ungulate Factsheet